# Masayoshi Nagata

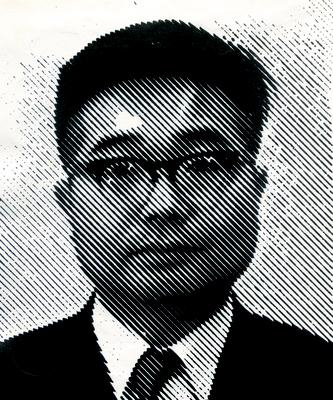
Masayoshi Nagata

Masayoshi Nagata (jap. 永田 雅宜, Nagata Masayoshi; * 9. Februar 1927 in der Präfektur Aichi; † 27. August 2008 in Kyōto) war ein japanischer Mathematiker, der für seine Arbeit in der kommutativen Algebra und der algebraischen Geometrie bekannt ist. Er war Professor an der Universität Kyōto.

## Werdegang
Nagata studierte an der Universität Nagoya mit dem Abschluss 1950. Er war dort Schüler von Tadasi Nakayama und nach seinem Abschluss Assistent. Danach wurde er Dozent und ab 1963 Professor an der Universität Kyoto, an der er 1990 emeritiert wurde.
1959 veröffentlichte er ein Gegenbeispiel, welches das 14. Hilbertsche Problem löste und auch die zugrundeliegende invariantentheoretische Frage beantwortete. David Hilbert fragte danach, ob der Invariantenring der Darstellung der allgemeinen linearen Gruppe im Polynomring in n Variablen über einem Körper k {\displaystyle k[x_{1},...,x_{n}]} endlich erzeugt ist, was Nagata durch ein Gegenbeispiel widerlegte. Im gleichen Aufsatz formulierte er die Nagata-Vermutung für ebene algebraische Kurven. Die Kurve C im zweidimensionalen projektiven Raum soll durch r Punkte {\displaystyle P_{i}} in allgemeiner Lage mit vorgegebenen Multiplizitäten {\displaystyle m_{i}} gehen. Dann vermutete Nagata, dass für {\displaystyle r>9}
{\displaystyle \deg C>{\frac {1}{\sqrt {r}}}\sum _{i=1}^{r}m_{i}.}
Die Vermutung ist offen.
Zahlreiche weitere Gegenbeispiele aus der kommutativen Algebra und der algebraischen Geometrie gehen auf ihn zurück. Beispielsweise zeigte er, dass vollständige algebraische Varietäten in drei Dimensionen existieren, die nicht projektiv sind. In seinem Buch Local Rings, einem Standardwerk der kommutativen Algebra und algebraischen Geometrie, führte er die heute nach ihm benannten Nagata-Ringe ein (er nannte sie damals pseudogeometrische Ringe), einer Unterklasse von Noetherschen Ringen.
Arbeiten von ihm Ende der 1950er Jahre über algebraische Geometrie auf Dedekindringen waren für die spätere Schema-Theorie der Grothendieck-Gruppe von Bedeutung. Einflussreich war auch sein Konzept der Henselisierung von Ringen Ende der 1950er Jahre und der Vervollständigung algebraischer Varietäten (1962).
Eine Vermutung von Nagata von 1972 dass ein bestimmter Automorphismus des Polynomrings in 3 Variablen sich nicht aus bestimmten elementaren Automorphismen zusammensetzen lässt (technisch: der Nagata-Automorphismus des Polynomrings in 3 Variablen ist wild), wurde 2004 von Ivan Shestakov und Ualbai Umirbaev bewiesen.
1958 war er Invited Speaker auf dem Internationalen Mathematikerkongress in Edinburgh (On the fourteenth problem of Hilbert). Einer seiner Studenten an der Universität Kyōto war Shigefumi Mori.
Er war im Rat der Japanischen Mathematischen Gesellschaft und im Wissenschaftsrat von Japan. 1979 bis 1982 war er Vizepräsident der International Mathematical Union. 1961 erhielt er den Chunichi Kulturpreis, 1970 den Matsunaga-Preis und 1986 den Japanischen Akademiepreis. 1998 erhielt er den Orden des Heiligen Schatzes.

## Schriften
- Local Rings, Interscience 1962
- Lectures on the fourteenth problem of Hilbert, Tata Institute of Fundamental Research Lectures on Mathematics 31, Bombay: Tata Institute of Fundamental Research, 1965
- A treatise on the 14th problem of Hilbert, Mem. Coll. Sci. Univ. Kyoto, Ser. A, Band 30, 1956, S. 57–70, S. 197–200 (Addition and Correction)
- On the 14th problem of Hilbert, American Journal of Mathematics, Band 81, 1959, S. 766–772